# FZ-Raketensystem-70-mm

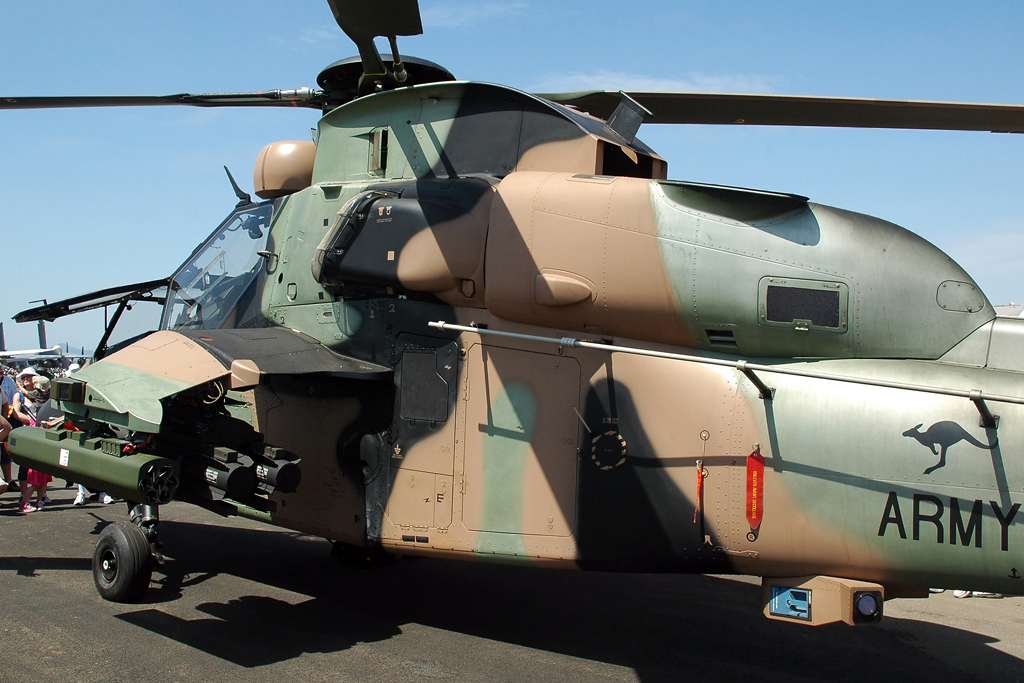
Eurocopter Tiger mit FZ-Raketensystem-70-mm

Das FZ-Raketensystem-70-mm besteht aus Raketen und Starteinheiten. Der FZ90 folgten mehrere Raktenversionen für verschiedene Einsatzzwecke. 

## Beschreibung
Die FZ90 ist eine ungelenkte 70-mm-Luft-Boden-Rakete (2,75 Zoll) zum Einsatz an Flugzeugen und Hubschraubern. Sie wird von Forges de Zeebrugge (heute Thales Belgium) am Standort Herstal, Belgien, hergestellt. Das FZ-Raketensystem besteht aus einem Raketenmotor mit Faltflügeln (WA-Leitwerk oder FFAR-Leitwerk), verschiedenen Gefechtsköpfen und dem Raketenwerfer (Startgerät).

## Weiterentwicklung zur gelenkten Rakete FZ275LGR
Eine gelenkte Version der Luft-Boden-Rakete Version (FZ275 LGR) ist seit kurzem verfügbar. Sie basiert auf der SAL (Semi-Active Laser)-Technologie und verfügt über einen Lasersuchkopf und eine Steuerungseinheit mit Canards. Die FZ275 LGR ist die europäische Antwort auf das amerikanische Advanced Precision Kill Weapon System II-Programm.
Im Oktober 2015 hat FZ erfolgreich ein Probeschießen seiner 70 mm gelenkten SAL-Rakete (FZ275 LGR) aus dem Rooivalk-Hubschrauber der South African Air Force (SAAF) abgeschlossen.

## Aufbau

### Raketenmotor
Am hinteren Ende des Feststoffraketenmotors FZ90 ist ein Leitwerk mit drei selbstentfaltenden Flügeln angebracht, die in Verbindung mit den spiralförmig angeordneten Deflektoren in den Auslassdüsen zu einer möglichst stabilen Flugbahn und somit einer geringeren Streuung führen sollen. Die operationelle Reichweite der Rakete beträgt zwischen 1 und 8 km. Der FZ90-Raketenmotor ist kompatibel zum amerikanischen Hydra-70-Raketenrohrbehältertyp.

### Gefechtskopf
Für Flugzeuge (Starrflügler) und Hubschrauber (Drehflügler) sind folgende Gefechtsköpfe verfügbar:
- FZ120 für Übungszwecke
- FZ71 Splittersprengkopf (HE – High Explosive, deutsch: hochexplosiv) zur Bekämpfung von weichen und leicht-gepanzerten Zielen (Freisetzung von Splittern nach der Detonation)
- FZ181 zur Zielmarkierung (sichtbar bzw. im nahen Infrarotbereich, erzeugt außerdem weißen Rauch).
- FZ122 Flechette mit 2200 Metall-Flechettes gegen leicht-gepanzerte und weiche Ziele (der Ausstoß der Ladung erfolgt nach dem Ausbrennen des Raketenmotors kurz vor dem Ziel durch Programmierung eines Zeitzünders)
- FZ149 MULTIDART mit 36 Metallpfeilen (DARTS) gegen leicht-gepanzerte Ziele (der Ausstoß der Ladung erfolgt nach dem Ausbrennen des Raketenmotors kurz vor dem Ziel durch Programmierung eines Zeitzünders)

### Raketenwerfer (Startgeräte)

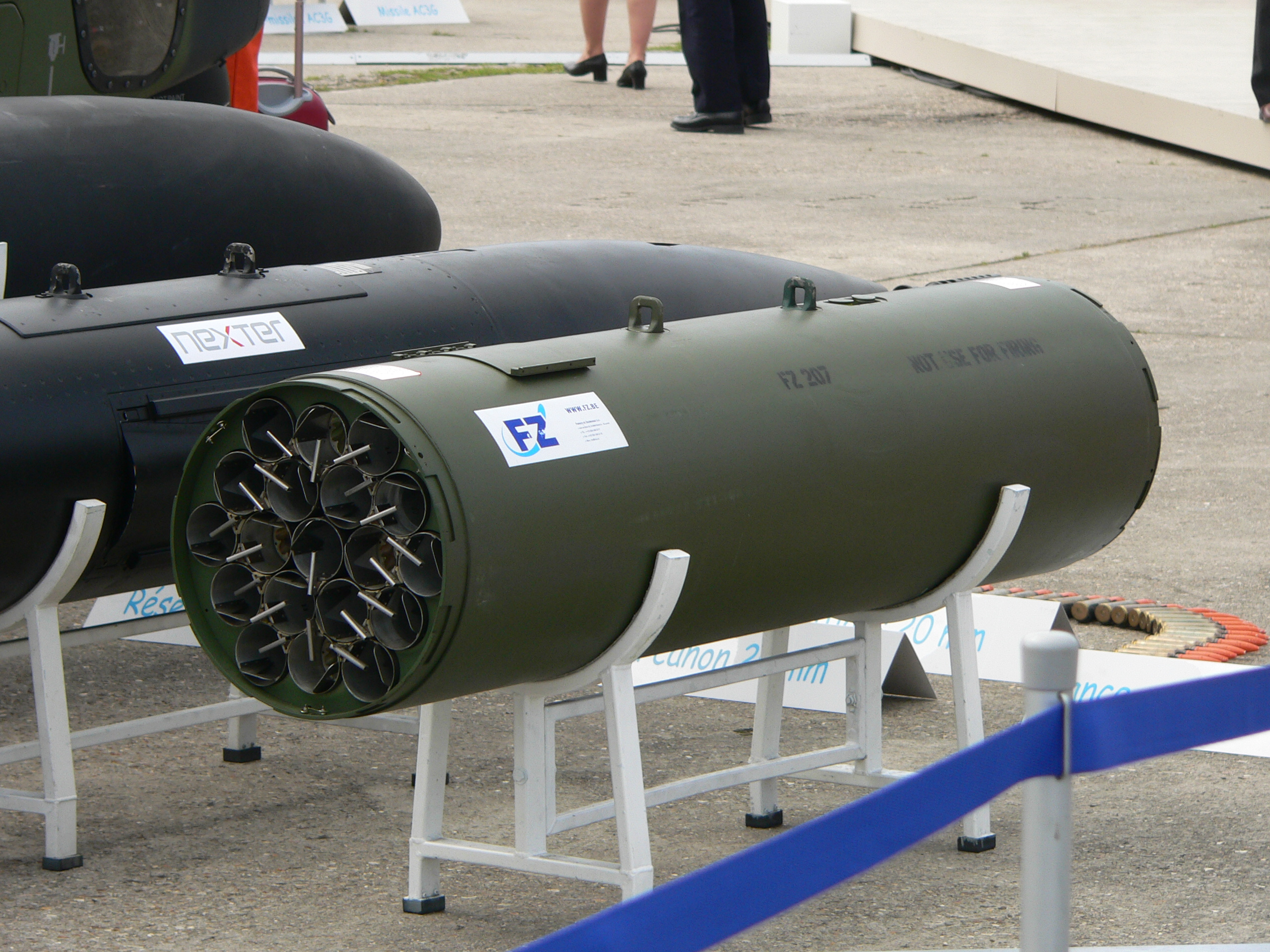
Startgerät FZ207 für 19 Raketen

Bei Flugzeugen erfolgt der Start entweder aus Startgeräten mit sieben (LAU32), oder mit neunzehn Startrohren (LAU51). Hubschrauber nutzen den FZ233/FZ220 mit sieben, den FZ231/FZ219 mit zwölf Rohren oder den FZ225/FZ207 mit neunzehn Rohren.

## Trägerflugzeuge
Kampfflugzeuge (Starrflügler)
- BAE Hawk
- F-16
- CF-18 Hornet

Hubschrauber (Drehflügler)
- Airbus Helicopters Tiger in den Versionen ARH (Australien), UHT (Deutschland) und HAD (Spanien)
- Airbus Helicopters Panther AS565MB
- Airbus Helicopters Cougar AS532AL+
- Airbus Helicopters H225M
- Airbus Helicopters H125M
- Airbus Helicopters H135M
- Airbus Helicopters H145M
- Denel AH-2 Rooivalk
- ALH – Advanced Light Helicopter
- LCH – Light Combat Helicopter
- AgustaWestland EH101
- AgustaWestland A109
- MD530
- Bölkow Bo 105[3]